# Hoa viên Nghĩa trang Bình Dương

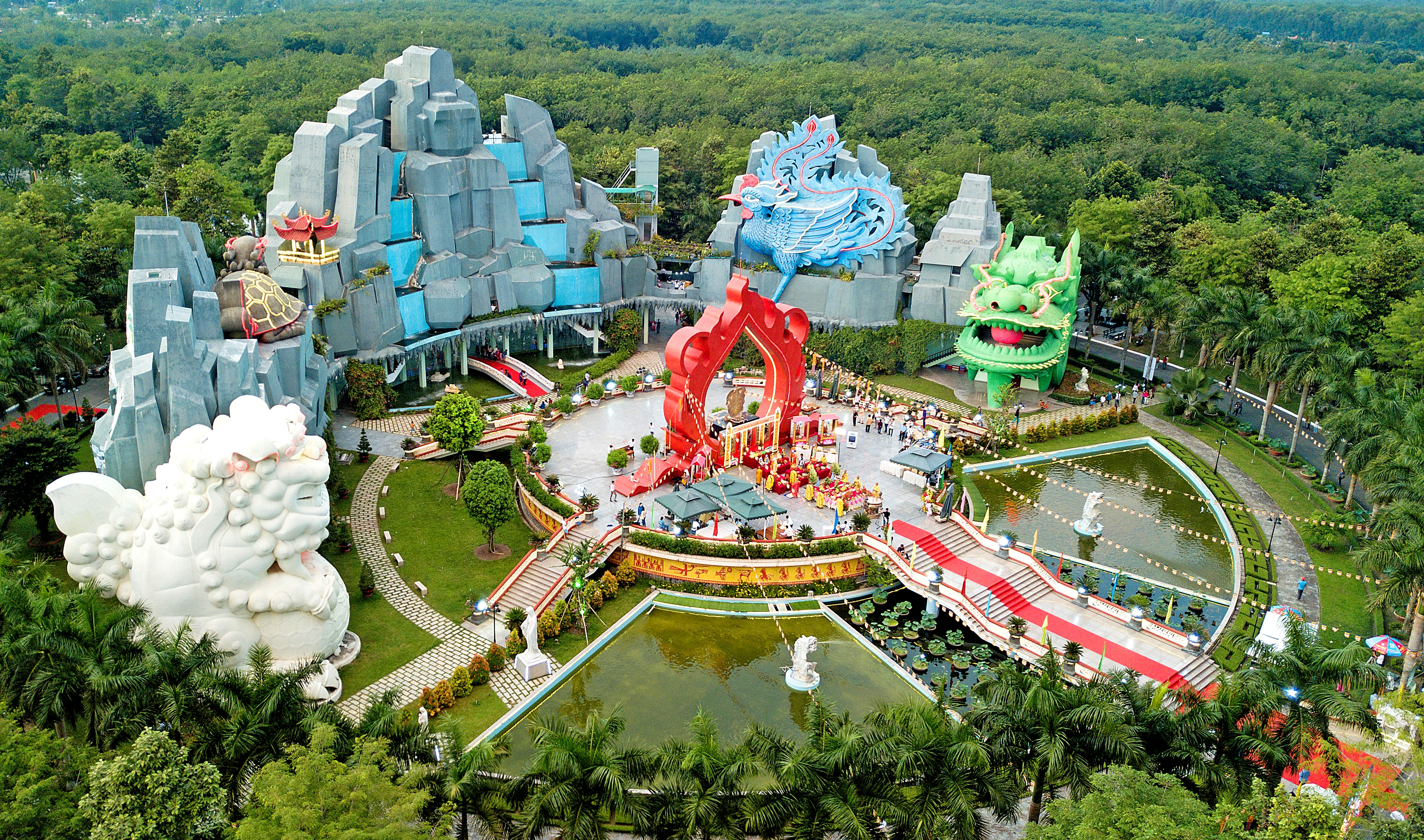
Linh Hoa Tuệ Đàn ngay tại trung tâm của Hoa Viên Nghĩa Trang Bình Dương

Hoa viên Nghĩa trang Bình Dương là hoa viên nghĩa trang đầu tiên ở Việt Nam, do công ty cổ phần đầu tư xây dựng Chánh Phú Hòa (Cphaco) xây dựng và quản lý từ năm 2006. Hoa viên có diện tích 200 hecta, toạ lạc tại phường Chánh Phú Hoà, thị xã Bến Cát, tỉnh Bình Dương, cách Thành phố Hồ Chí Minh 50Km.

## Đóng góp xã hội
Công ty Cphaco (chủ đầu tư xây dựng và quản lý  Hoa viên Nghĩa trang Bình Dương) thường xuyên tổ chức và tài trợ các hoạt động gặp mặt, tri ân của cựu quân nhân, cựu chiến binh, các gia đình cơ sở cách mạng tại hoa viên 
Ngoài ra, công ty Cphaco còn tặng đất huyệt mộ và chăm sóc trọn đời mộ phần cho Bà mẹ Việt Nam anh hùng sinh sống tại tỉnh Bình Dương (185 phần mộ, mỗi phần mộ trị giá 150 triệu, tương đương 22,5 tỷ đồng); ủng hộ xây dựng tượng đài Bông Trang – Nhà Đỏ (gần 11 tỷ đồng), tặng mộ phần cho những người có công trong các lĩnh vực:
- Nhà văn Sơn Nam (1 tỷ đồng)
- Tặng huyệt mộ an táng Anh hùng Lực lượng vũ trang nhân dân Thiếu tá tình báo Nguyễn Văn Thương và mộ sanh phần cho vợ (1 tỷ đồng)
- Tặng huyệt mộ sanh phần cho vợ chồng Anh hùng Lực lượng vũ trang nhân dân Nguyễn Văn Tàu (1,2 tỷ đồng)

Ngoài ra, Hoa viên nghĩa trang Bình Dương còn có những hỗ trợ thiết thực cho người dân nghèo vùng sâu vùng xa, các nghệ sỹ nghèo neo đơn ở TpHCM và ủng hộ đời sống cho người dân vùng lũ lụt, trẻ em nghèo mắc bệnh...
Các cán bộ Đảng viên có nhiều đóng góp cho tỉnh Bình Dương cũng có những ưu đãi riêng khi được chôn cất tại Hoa viên Nghĩa trang Bình Dương ...

## Hoạt động tâm linh
Bên cạnh rất nhiều hoạt động tri ân và đóng góp cho cộng đồng, Hoa viên Nghĩa trang Bình Dương còn là nơi đầu tư và tổ chức các hoạt động tâm linh lớn được diễn ra hàng năm: Vu Lan, Đại lễ cầu siêu nhân tiết Thanh Minh, Tảo mộ.

## Danh sách người nổi tiếng an nghỉ tại nghĩa trang

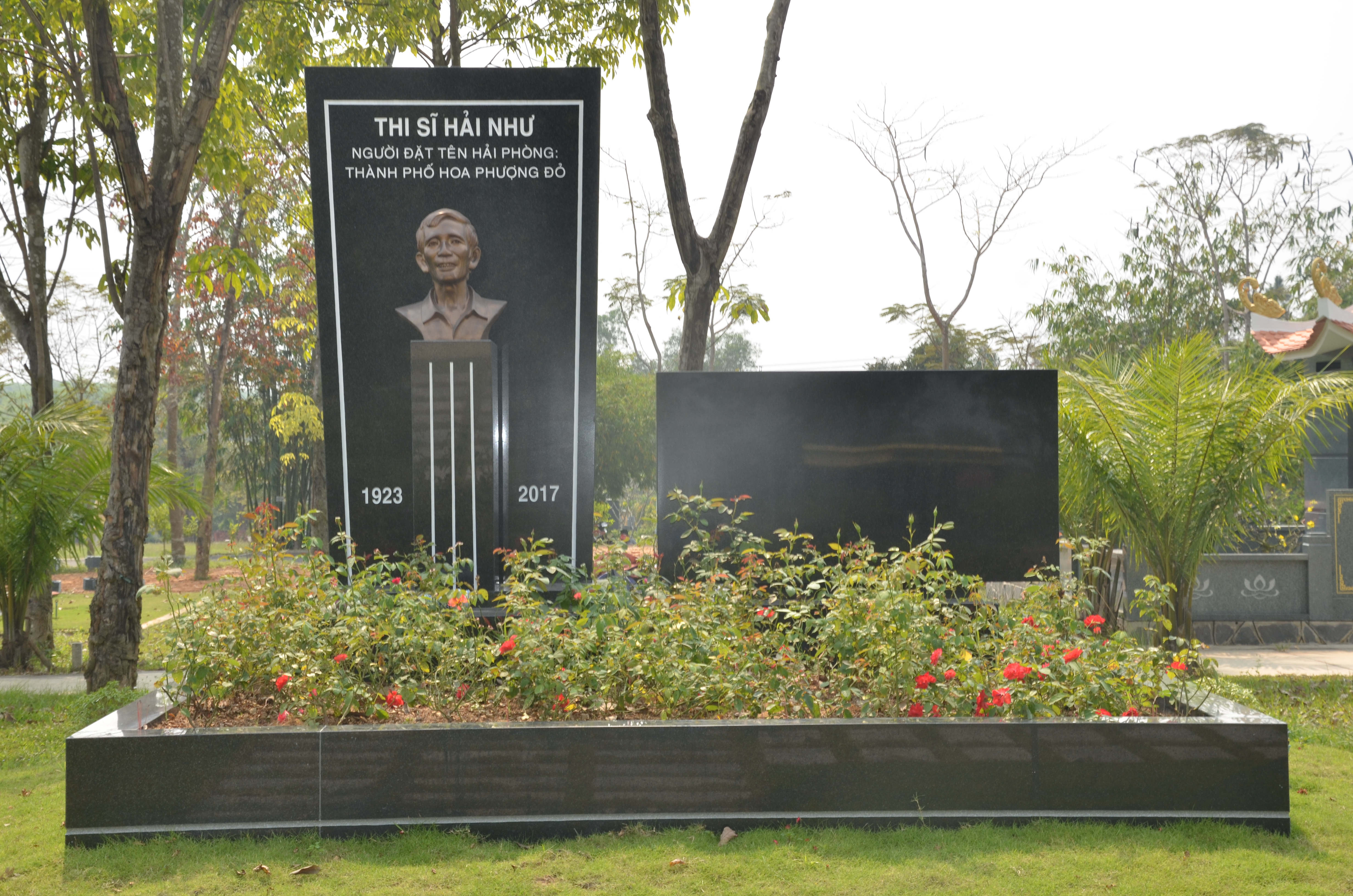
Mộ phần thi sĩ Hải Như được xây dựng tại Hoa Viên Nghĩa Trang Bình Dương

• Sơn Nam (1926 – 2008), nhà văn Việt Nam
• NSND Viễn Châu (1924 – 2016), soạn giả cải lương nổi tiếng Việt Nam, cha đẻ của Tân cổ giao duyên, được mệnh danh là "vua vọng cổ", danh cầm nổi tiếng với nghệ danh Bảy Bá
• Hà Huy Hà - Kiên Giang (1929 – 2014), nhà thơ, ký giả, soạn giả cải lương Việt Nam
• Nhị kiều (1921 – 2010), soạn giả cải lương Việt Nam
• NSND Tám Vân (1924 – 2009), nghệ sĩ cải lương Việt Nam, em ruột NSND Ba Vân, chồng của soạn giả Cải lương Nhị Kiều
• Lê Dân (1928-2016), đạo diễn Việt Nam
• Phạm Duy (1921 – 2013), nhạc sĩ, nhạc công, ca sĩ, nhà nghiên cứu âm nhạc Việt Nam
• Hồ Kiểng (1926 – 2013) Nghệ sĩ Ưu tú điện ảnh Việt Nam
• Bạch Huệ (1933 – 2013), Nghệ sĩ Dân gian Việt Nam
• Thanh Sang (1943 – 2017), Nghệ sĩ Ưu tú cải lương Việt Nam
• Giang Châu (1952 – 2019), Nghệ sĩ Nhân dân cải lương Việt Nam
• Nam Hùng (1937 – 2020), Nghệ sĩ Ưu tú cải lương Việt Nam
• Thanh Kim Huệ (1954 – 2021), Nghệ sĩ Ưu tú cải lương Việt Nam
• Thanh Tú (1939 – 2022), nghệ sĩ cải lương Việt Nam
• Vũ Linh (1958 – 2023), Nghệ sĩ Ưu tú cải lương Việt Nam.
• Trần Văn Khê (1921 – 2015), nhà nghiên cứu văn hóa, âm nhạc cổ truyền Việt Nam
• Huỳnh Phúc Điền (1970 – 2009), đạo diễn sân khấu ca nhạc Việt Nam
• Thanh Sơn (1940 – 2012), nhạc sĩ Việt Nam
• Lê Mộng Hoàng (1929-2017), đạo diễn Việt Nam
• Ca sĩ Duy Quang (1950 – 2012), con trai nhạc sĩ Phạm Duy
• Ca sĩ Thái Hằng (1927 – 1999), vợ nhạc sĩ Phạm Duy
• Nguyễn Văn Thương (1938 – 2018), anh hùng LLVTND, thiếu tá tình báo, Người bị CIA 6 lần cưa chân
• Hải Như (1923 – 2017), thi sĩ Việt Nam
• Nhạc Sĩ Hoàng Trang (1938 – 2011), Nhạc sĩ nhạc vàng
• Ca sĩ Trí Hải (1986 – 2009), Ca sĩ trẻ việt nam và mc của chương trình Thế Giới Vui Nhộn
• Hề Sa (1941 – 2020), nghệ sĩ cải lương nổi tiếng Việt Nam
• Vũ Đức Sao Biển (1948 – 2020) là một nhạc sĩ, nhà văn, nhà báo và nhà giáo nổi tiếng người Việt Nam.
• Vinh Sử (1944 – 2022), nhạc sĩ nhạc vàng
• Nguyễn Văn Tý (1925 – 2019), nhạc sĩ Việt Nam
• Nguyễn Hậu (1954 – 2018), diễn viên nổi tiếng người Việt Nam